# アンヘル・マドラソ
アンヘル・マドラソ・ルイス (Ángel Madrazo Ruiz, 1988年7月30日 - )は、スペイン・カンタブリア州サンタンデール出身の自転車競技選手。

## 主な戦績
2013
- ツアー・オブ・ブリテン　 スプリント賞、 山岳賞

2015
- ブエルタ・ア・ラ・リオハ　スプリント賞、複合賞
- プルエバ・ビリャフランカ・デ・オルディシア　優勝

2016
- エトワール・ド・ベセージュ　区間優勝（第4ステージ）

2019
- ブエルタ・ア・エスパーニャ　区間優勝（第5ステージ）